# 로렌초 퀸

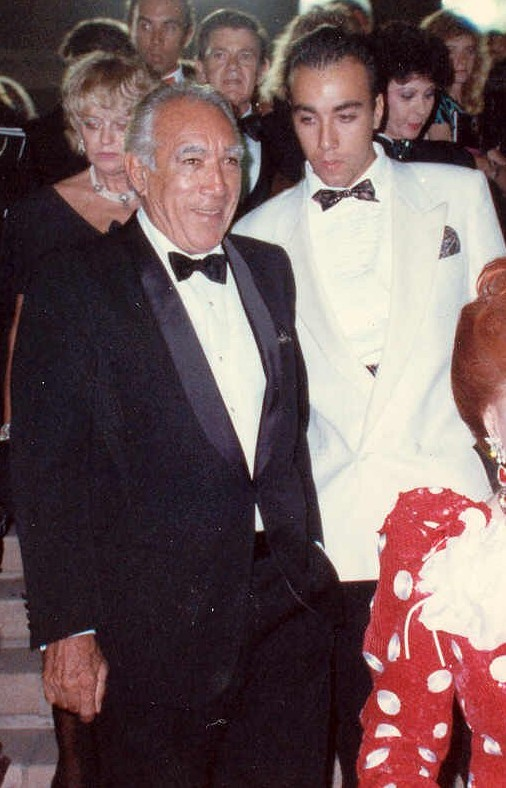
제40회 에미상 시상식에서 앤서니 퀸(왼쪽)과 함께 있는 로렌초 퀸(오른쪽). 1988년 8월 28일.

로렌초 퀸(Lorenzo Quinn)은 1966년 5월 7일 이탈리아 로마에서 태어난 이탈리아의 조각가이자 배우이다. 미국의 멕시코계 배우인 앤서니 퀸의 5남으로 태어났으며 아내는 조반나 치쿠토, 자식은 크리스토퍼 퀸, 니콜라스 퀸 등 세 아들을 두었다. 1980년대에 미국 뉴욕에 위치한 미술학교에 입학하면서 조각가로 활동했고 1988년부터 1999년까지는 배우로도 활동했다.